# Flush the Fashion
Flush the Fashion es el decimosegundo álbum de Alice Cooper, publicado en 1980 por Warner Bros Records.

## Generalidades
Para este disco, Alice Cooper adhiere a las tendencias reinantes a fines de los años 1970 y principios de los años 1980, a través de un sonido moderno, marcadamente new wave y con fuerte presencia de sintetizadores, rozando por momentos la estética synth pop. El álbum destaca por su extrema brevedad, no llegando siquiera a los 29 minutos de duración.
Desde el arte gráfico, la contraportada muestra un Cooper demacrado, maquillado y pelicorto, con una pose ambigua al mejor estilo David Bowie, apareciendo junto a una fría alambrada, látigo en mano, reflejo visual de su aggiornamento estilístico, mientras que las letras abordan temas sociales y hasta distópicos, como la amenaza de guerra nuclear, la intoxicación por medicamentos, la clonación o la alienación de los centros urbanos, a menudo enfocados con una pizca de sarcasmo.
El disco fue producido por el prestigioso ingeniero Roy Thomas Baker, quien colaboró con Queen en algunas de las más logradas creaciones del cuarteto inglés. No obstante, Flush the Fashion apenas si arrojó algún hit single, por caso el futurista corte Clones (We're All), única canción que llegó a figurar tibiamente en los charts americanos, más concretamente en el "Top 40" de la revista Billboard.

## Lista de canciones
Todos los títulos escritos por Alice Cooper, Davey Johnstone y Fred Mandel, excepto donde se indica.
1. "Talk Talk" (Sean Bonniwell) – 2:09
2. "Clones (We're All)" (David Carron) – 3:03
3. "Pain" – 4:06
4. "Leather Boots" (Geoff Westen) – 1:36
5. "Aspirin Damage" – 2:57
6. "Nuclear Infected" – 2:14
7. "Grim Facts" – 3:24
8. "Model Citizen" – 2:39
9. "Dance Yourself to Death" (Cooper, Frank Crandall) – 3:08
10. "Headlines" – 3:18

## Personal
- Alice Cooper - voz
- Davey Johnstone - guitarra
- Fred Mandel - teclados, guitarra
- Dennis Conway - batería
- John Cooker Lopresti - bajo
- Howard Kaylan - coros
- Mark Volman - coros
- Keith Allison - coros
- Joe Pizzulo - coros
- Ricky Tierney - coros

## Producción
- Productor: Roy Thomas Baker
- Ingeniero: Ian Taylor
- Ingeniero asistente: John Weaver